# Kasota
La ville de Kasota est située dans le comté de Le Sueur, dans l’État du Minnesota, aux États-Unis. Sa population s’élevait à 675 habitants lors du recensement de 2010, estimée à 652 habitants en 2016.

## Source
- (en) Cet article est partiellement ou en totalité issu de l’article de Wikipédia en anglais intitulé « Kasota, Minnesota » (voir la liste des auteurs).